# Пенкне-Лонкі
Пенкне-Лонкі (пол. Piękne Łąki, нім. Schönwiese) — село в Польщі, у гміні Ґолдап Ґолдапського повіту Вармінсько-Мазурського воєводства.
У 1975-1998 роках село належало до Сувальського воєводства.